# Ruellia hygrophiloides
Ruellia hygrophiloides är en akantusväxtart som först beskrevs av Christian Gottfried Daniel Nees von Esenbeck, och fick sitt nu gällande namn av William Botting Hemsley. Ruellia hygrophiloides ingår i släktet Ruellia och familjen akantusväxter. Inga underarter finns listade i Catalogue of Life.